# Gomme-résine
 (février 2012).
Si vous disposez d'ouvrages ou d'articles de référence ou si vous connaissez des sites web de qualité traitant du thème abordé ici, merci de compléter l'article en donnant les références utiles à sa vérifiabilité et en les liant à la section « Notes et références ».

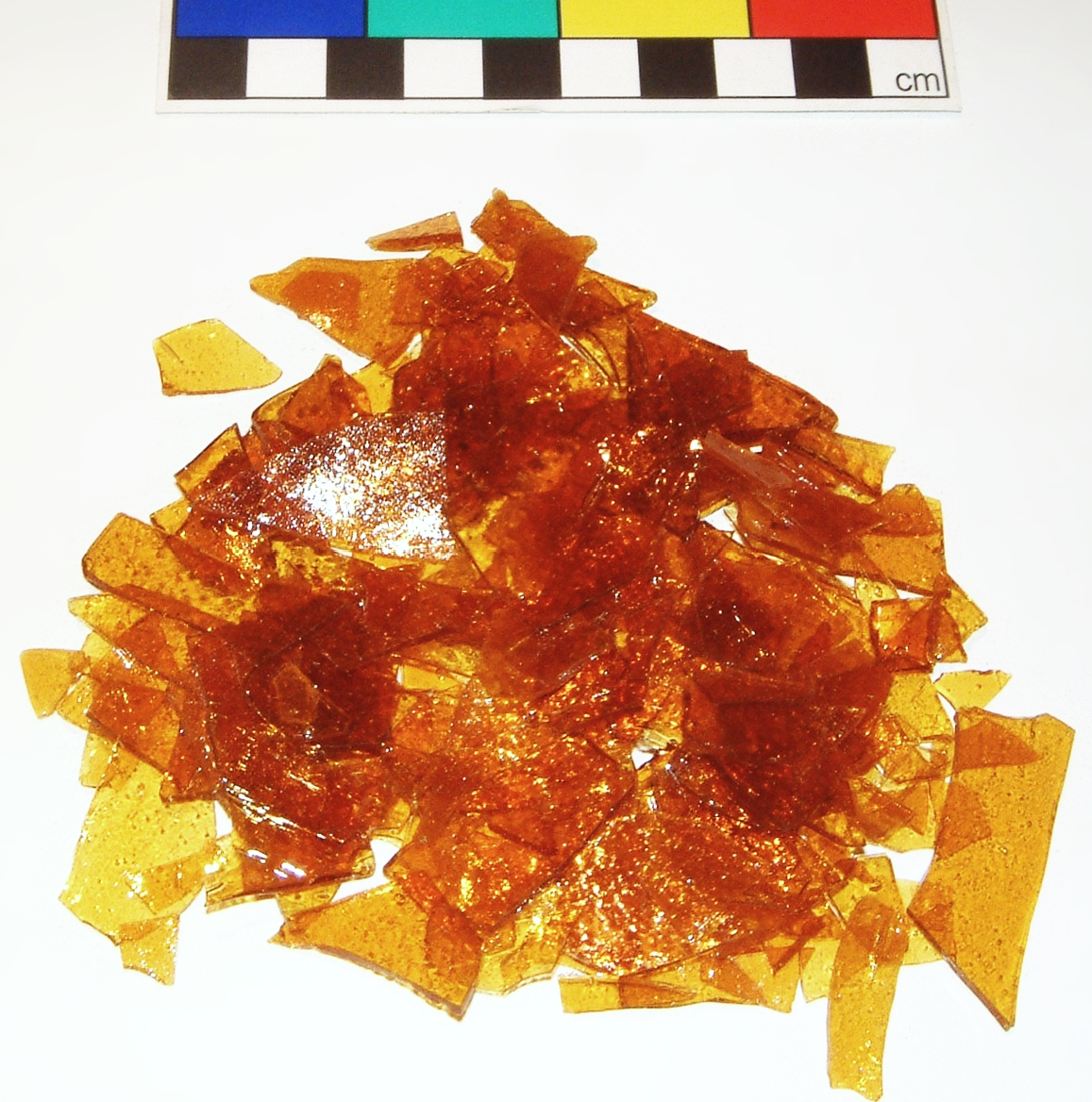
Gomme-laque.

Une gomme-résine est un exsudat végétal principalement constitué de composés résineux et de gomme.
La gomme-laque est une gomme-résine. 
Elle peut être fabriquée à partir de la sève du sapin des forêts finlandaises. Elle est utilisée pour renforcer les poutres sur le toit des maisons, et ainsi empêcher l'attaque des loirs plus particulièrement[réf. nécessaire]. Elle sert aussi à faire les semelles des chaussures "Nike" dans le domaine du textile.[réf. nécessaire]